# Красный вымпел
«Кра́сный вы́мпел» — советский сторожевой корабль, первоначально яхта, один из пяти кораблей-музеев дореволюционной постройки, расположенных на территории России.

## История
Судно было спущено на воду в октябре 1910 года на В:мъ Крейтонъ и Ко. Охтинской верфи в Санкт-Петербурге под названием «Адмирал Завойко». Яхта была построена по заказу камчатского губернатора и предназначалась для нужд местной администрации. В августе 1911 года судно прибыло в Петропавловск-Камчатский и использовалась в качестве посыльного и пассажирского судна. Во время Первой мировой войны корабль подчинялся Военному ведомству.
После Октябрьской революции, в условиях всеобщего революционного подъёма, экипаж яхты 29 ноября 1917 года перешёл на сторону советской власти. В июне 1918 года корабль был отбит белогвардейцами, но в январе 1921 года он был захвачен войсками Дальневосточной республики и включён в состав Сибирской военной флотилии. Во время контрреволюционного переворота во Владивостоке в мае 1921 года «Адмирал Завойко» находился в Петропавловске-Камчатском, куда яхта перевозила боеприпасы для местного военно-революционного комитета. Узнав о перевороте, экипаж принял решение эвакуироваться в Шанхай, где судно находилось около двух лет. После оставления Владивостока подразделениями Земской рати в октябре 1922 года яхта должна была вернуться обратно в Россию. 24 января 1923 года на ней был поднят военно-морской флаг СССР, и два месяца спустя корабль прибыл во Владивосток. В марте 1923 года яхта была переведена в класс сторожевых кораблей и переименована в «Красный вымпел».
В 1924—1925 годах «Красный вымпел» принимал активное участие в сражениях с остатками Белой армии на побережье Охотского и Берингова морей. В 1926 году корабль выполнял буксировку с Сахалина на Амур судов речной флотилии, уведённых на остров японскими интервентами во время Гражданской войны. С 1928 по 1931 год «Красный вымпел» принимал участие во многих гидрографических экспедициях по исследованию вод Дальнего Востока. В 1929 году судну было поручено оборудовать посадочные пункты на Командорских островах для перелёта гидросамолёта «Страна Советов» по маршруту Москва — Нью-Йорк через Сибирь и Тихий океан. В 1932 году «Красный вымпел» был одним из первых кораблей, зачисленных в только что созданный Тихоокеанский флот. В предвоенные годы сторожевой корабль использовался как учебное судно.
Во время Великой Отечественной войны «Красный Вымпел» выполнял работы по прокладке подводных кабелей, обеспечивал стоянки подводных лодок на отдалённых необорудованных рейдах и боевые операции кораблей на Тихом океане. В октябре 1944 года его переоборудовали в контрольную гидроакустическую станцию. После войны за выполнение заданий по обнаружению вражеских мин и разработку способов их траления 23 члена экипажа корабля были награждены орденами и медалями.
11 марта 1958 года ветеран был поставлен на вечную стоянку в бухте Золотой Рог и превращён в мемориальный корабль-музей.
24 апреля 2014 года корабль-музей покинул Корабельную набережную во Владивостоке для производства планового докового ремонта в рамках Гособоронзаказа от Министерства обороны РФ.
«Красный вымпел» был поставлен на ремонт в док № 54 ОАО «Центр судоремонта „Дальзавод“», где его корпус очистили от слоя ракушек и ила и провели к дефектовку.
31 июля 2014 года «Красный вымпел» вернулся на Корабельную набережную Владивостока, после чего сотрудники Музея боевой славы ТОФ приступили к оформлению экспозиции, которая перед постановкой корабля в док была перемещена в хранилища музея. В ходе ремонта был выполнен доковый ремонт корпуса, произведена замена шлюпбалок, верхней палубы и надстройки.

## Командиры
- ст. л-т Клюсс Александр Иванович (весна 1921-)

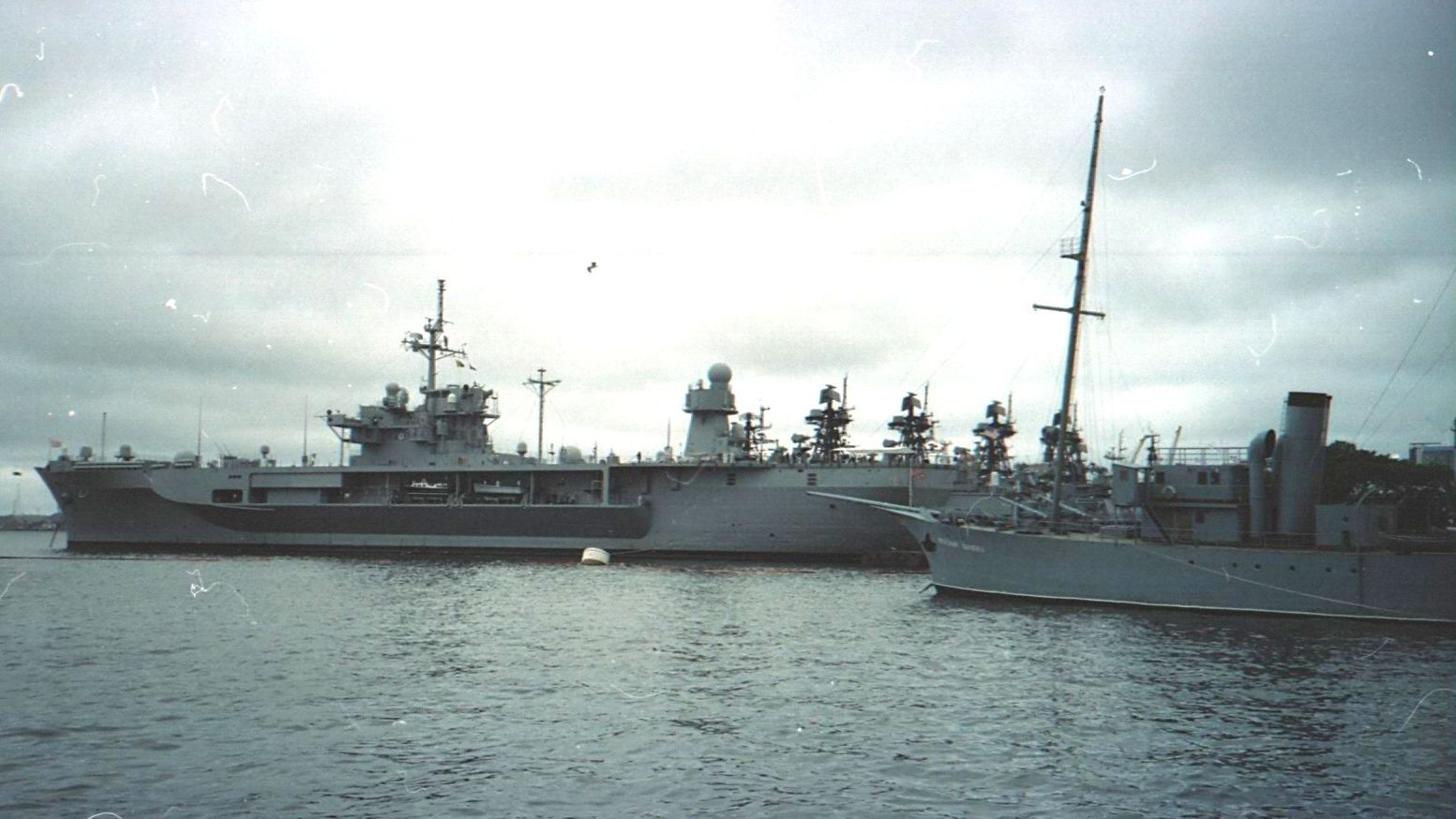
Blue Ridge и «Красный вымпел» (2006)
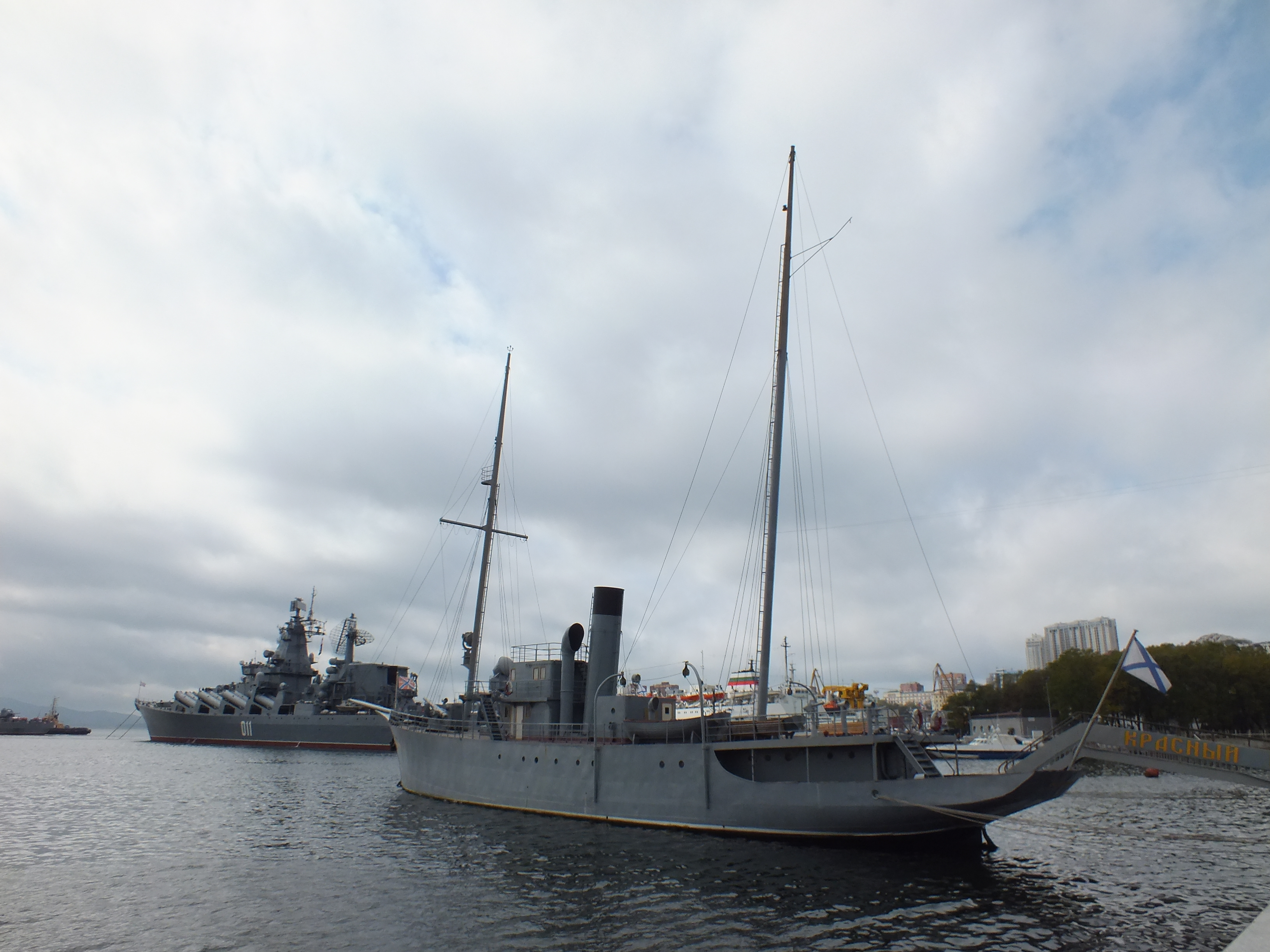
«Красный вымпел» и «Варяг» (2016)
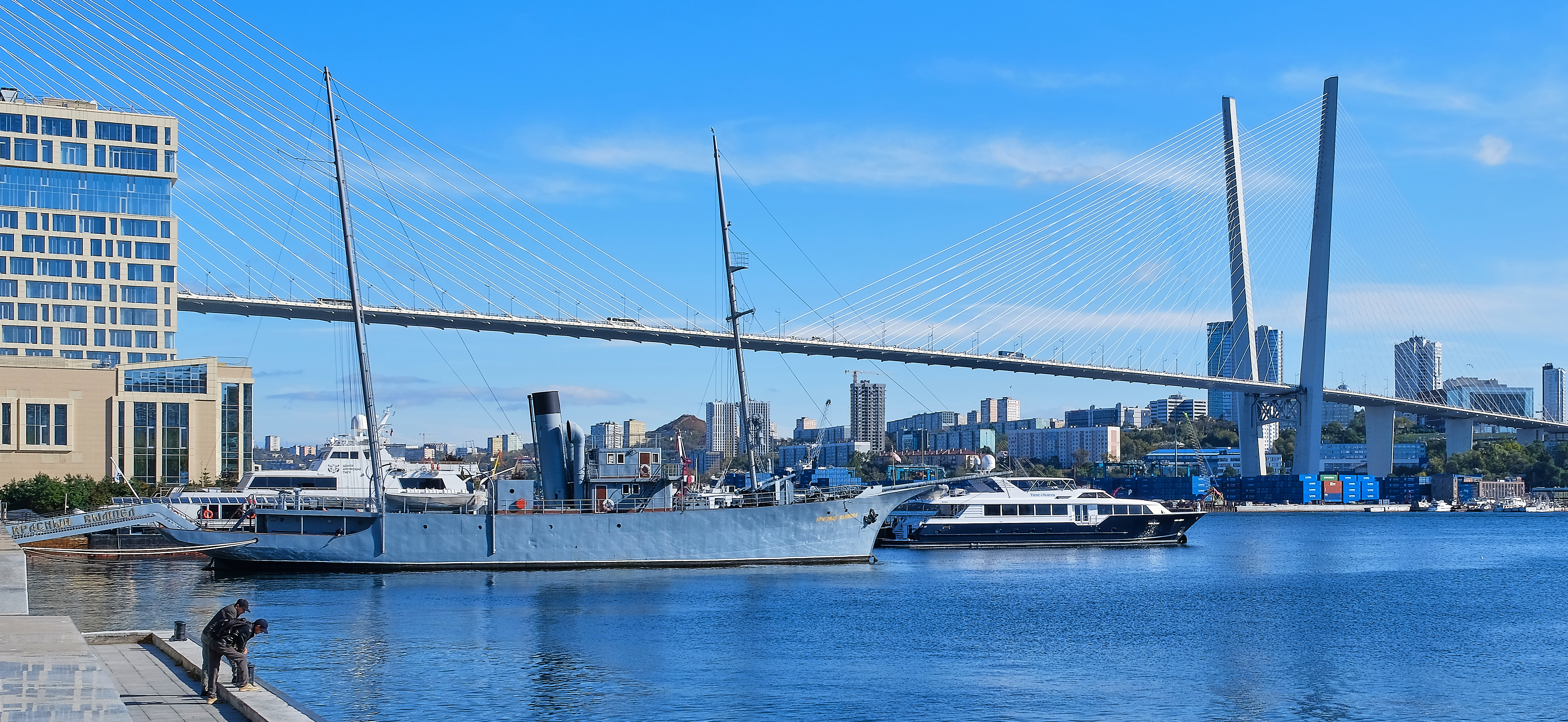
На фоне Золотого моста (2024)
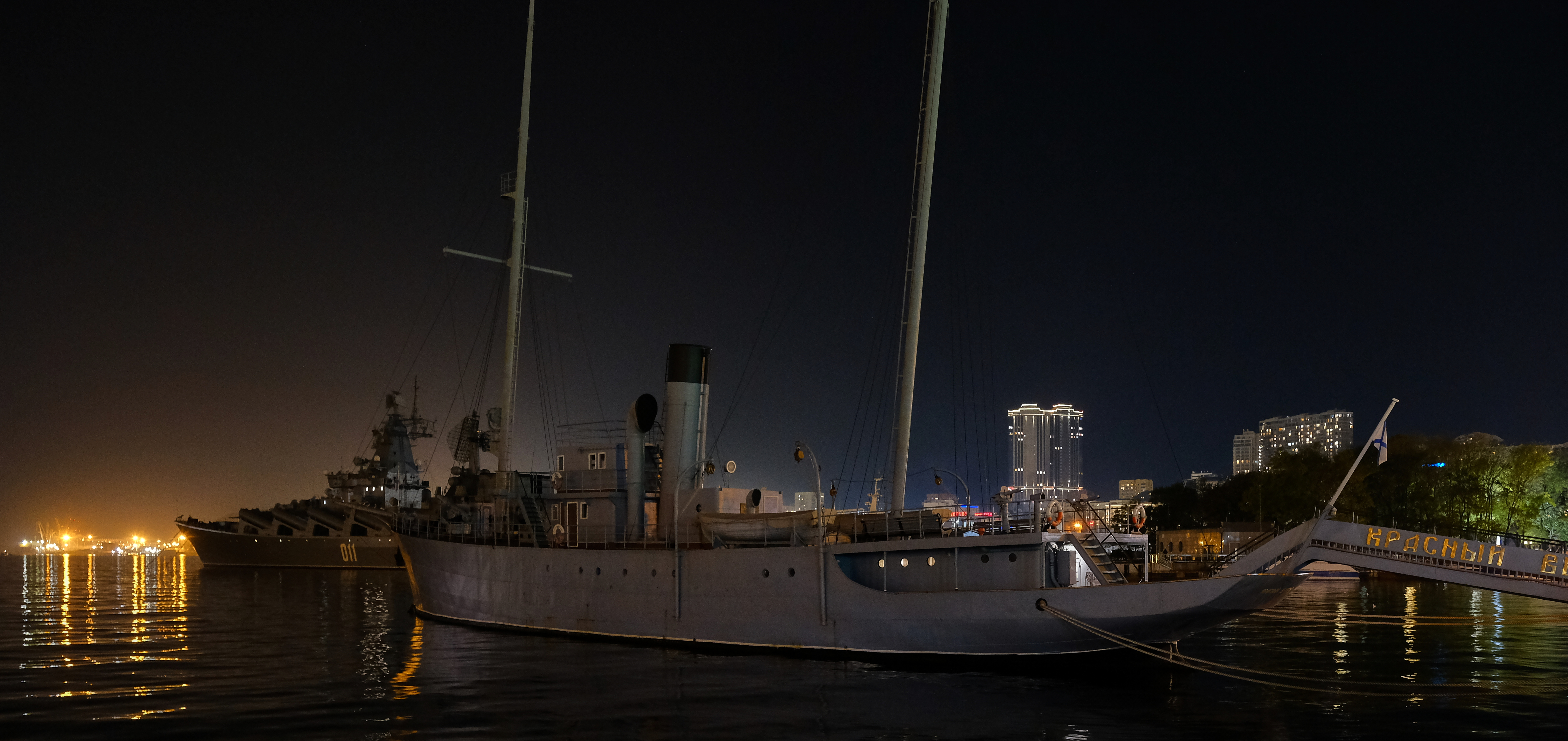
Вечерний вид (2024)